# 平成24年台風第17号
平成24年台風第17号（へいせい24ねんたいふうだい17ごう、アジア名 : ジェラワット/Jelawat）は2012年9月21日に発生した台風。アジア名のジェラワットはマレーシアの淡水魚から付けられている。

## 概要

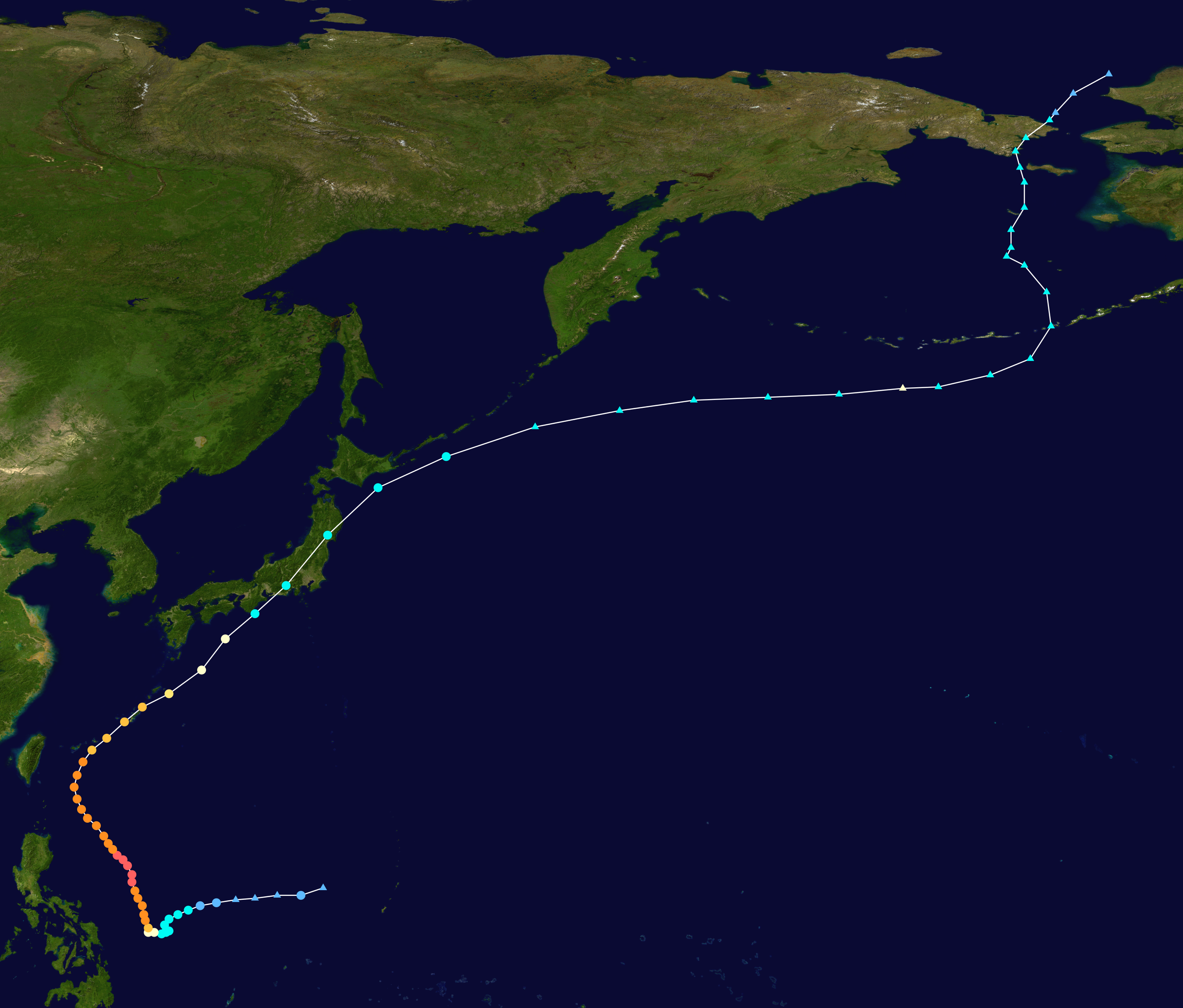
進路図

9月17日にグアムの東側で形成が始まり、21日3時にフィリピン東方の北緯13度30分、東経131度40分のフィリピン海で熱帯低気圧から台風になった。当初は南西に進んだのちに停滞する動きを見せたが、台風となってからは急速に発達。その後、北に向かって進路を変えた。
24日21時には中心気圧が910hPaまで低下、中心付近の最大風速は55メートル、最大瞬間風速75メートルの大型で猛烈な台風となってフィリピンの東をゆっくりと北上、25日6時には中心気圧905hPa、中心付近の最大風速55メートル、最大瞬間風速80メートルまで成長した。
台風は28日に中心気圧920hPa、中心付近の最大風速50メートル、最大瞬間風速70メートルの勢力を保ったまま先島諸島に接近し、石垣島では午後4時49分に最大瞬間風速50.6メートルを観測した。台風は進路を北東寄りに変えて29日には沖縄本島を通過、那覇市で午後1時23分に最大瞬間風速61.2メートルを観測するなど猛威を奮い、30日には速度を早めながら本州の南の太平洋上を北東に進んで和歌山県潮岬、三重県志摩半島をかすめた後、午後7時頃に愛知県東部へ上陸した。上陸時の勢力は中心の気圧975hPa、中心付近の最大風速35メートル、最大瞬間風速は50メートルで、時速50km。
その後、さらに速度を早めた台風は午後9時に山梨県南アルプス市近郊、10月1日午前0時には福島県南会津町に達し、午前5時頃には岩手県宮古市の東の海上へ抜けた。
台風は北海道の東岸を北東へ進み、1日午後9時に千島列島の東の北緯46度、東経155度で温帯低気圧となった。
| 順位 | 台風                                    | 国際名   | 年     | 猛烈な勢力であった期間 |
| ---- | --------------------------------------- | -------- | ------ | ---------------------- |
| 1    | 昭和53年台風第26号                      | Rita     | 1978年 | 96時間                 |
| 2    | 平成30年台風第22号                      | Mangkhut | 2018年 | 90時間                 |
| 3    | 平成16年台風第16号                      | Chaba    | 2004年 | 78時間                 |
| 4    | 令和元年東日本台風 (令和元年台風第19号) | Hagibis  | 2019年 | 72時間                 |
| 4    | 昭和59年台風第22号                      | Vanessa  | 1984年 | 72時間                 |
| 4    | 昭和56年台風第22号                      | Elsie    | 1981年 | 72時間                 |
| 4    | 昭和54年台風第20号                      | Tip      | 1979年 | 72時間                 |
| 8    | 平成9年台風第24号                       | Joan     | 1997年 | 66時間                 |
| 9    | 平成24年台風第17号                      | Jelawat  | 2012年 | 60時間                 |
| 9    | 平成3年台風第28号                       | Yuri     | 1991年 | 60時間                 |
| 9    | 平成3年台風第23号                       | Ruth     | 1991年 | 60時間                 |

## 進路、状態の経過
- 9月21日3時 - フィリピンの東で台風17号に変わる[15]。
- 9月25日9時 - 中心気圧905hPaを記録[16]。
- 9月29日 - 南西諸島を暴風域に巻き込む
- 9月30日19時頃 - 愛知県東部に上陸。
- 9月30日 - 関東地方北部を足早に通過し、東北地方を縦断
- 10月1日朝 - 三陸沖に達した

## 気象状況

### 大雨
東海地方や関東甲信地方を中心に激しい雨が降り、特に、三重県では日最大1時間降水量が70ミリを超え、日最大3時間降水量でも150ミリを超える雨を観測するなど9月としての極値を更新した地点があった
1時間雨量
三重県亀山市（亀山）：79.0ミリ（9月30日17時18分まで）
三重県四日市市（四日市(特)）：76.0ミリ（9月30日17時37分まで）

### 暴風
東海地方や関東地方の沿岸部、伊豆諸島を中心に風速20m/s以上の非常に強い風が吹き、日最大風速は、愛知県常滑市セントレアで25.3 m/s 、東京都三宅村坪田で25.1m/sを観測した
最大瞬間風速
愛知県常滑市（セントレア）：34.5m/s（9/30日16時47分）
三重県尾鷲市（尾鷲）：30.4m/s（9/30日14時33分）
最大風速
東京都三宅村（三宅坪田）：25.1m/s（9/30日17時36分）
三重県尾鷲市（尾鷲）：17.2m/s（9/30日15時10分）

## 被害
10月22日現在、死者は三重県で1名、負傷者は重傷者19名、軽傷者161名。北海道から沖縄県までの広範囲で強風や豪雨による住宅への被害が相次ぎ、鹿児島県を中心に全壊48棟、半壊161棟、一部破損1,596棟、床上・床下浸水合わせて946棟。

## 影響

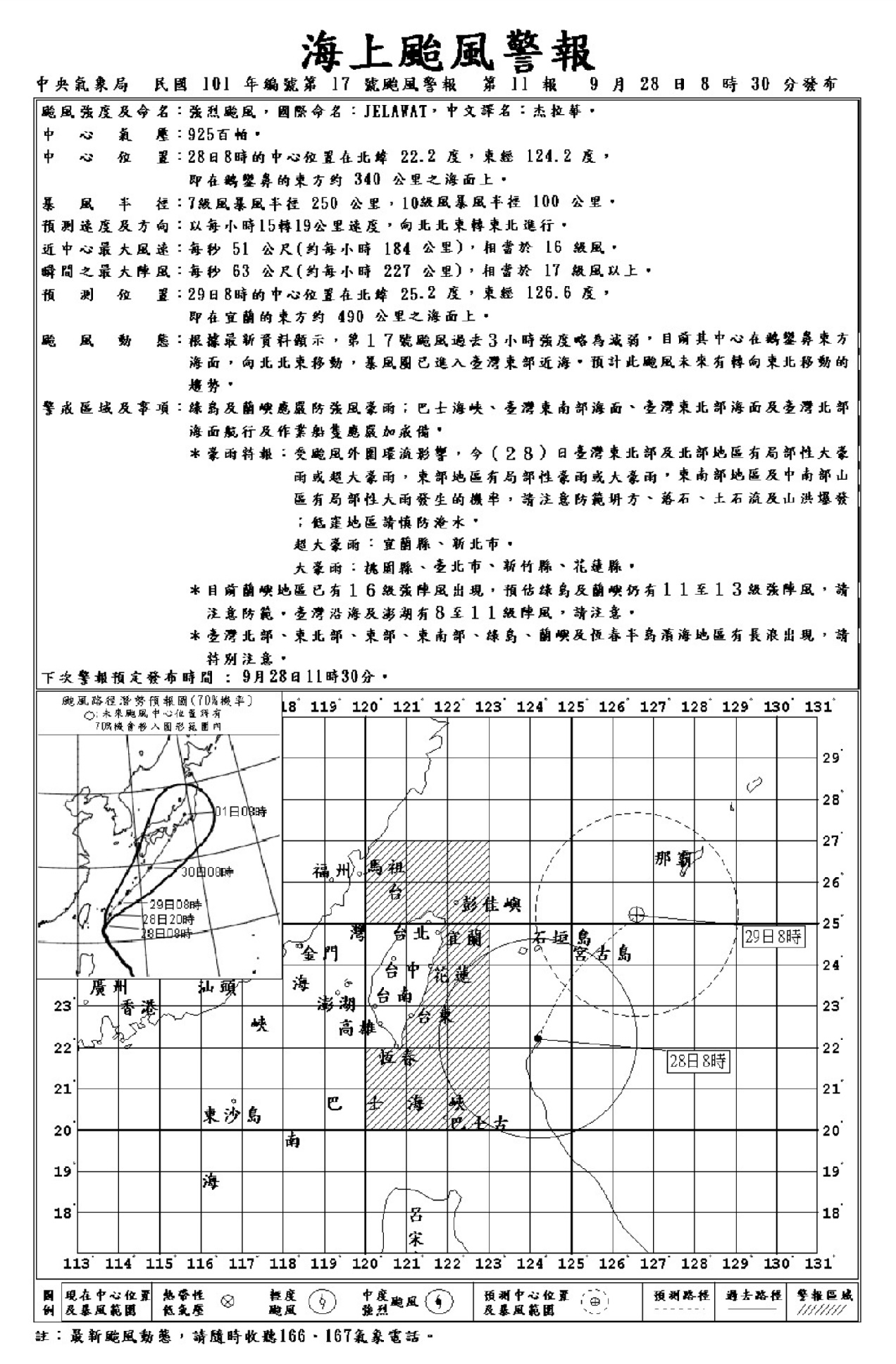
9月28日、台湾中央気象局の海上台風警報

9月27日、南西諸島付近の台風17号

台風の接近に伴い、石垣島や宮古島と離島を結ぶ船便のほとんどが欠航したほか、公共施設の閉鎖が相次ぎ、道路の冠水も見られた。沖縄電力管内では29日午後、全供給世帯約58万戸の過半数を越える33万4400戸（36市町村）が停電した。台風がもっとも近づいた29日には沖縄県内各地で強風にあおられて転倒負傷する人が多数出たほか、那覇市内でトラックや乗用車の横転事故が相次いだ。また、名護市などで4200世帯に避難勧告が出された。九州電力管内では30日午前7時の時点で鹿児島県奄美地方の13市町村で約62,300戸が停電した。さらに愛知県豊橋市や田原市、静岡県でも約17万件が停電したと報じられた。関東地方の水不足は、台風による雨により、ダムの貯水率は取水制限が解除となるまで回復した。

### 航空
30日には台風の接近により日本航空142便、全日空304便など500便以上が欠航した。機材繰りのため、10月1日の便でも欠航や遅延が出る見通し。

### 鉄道
30日にはJR・私鉄の各路線で運転本数を減らしたり運休する列車が相次いだ。
東海道新幹線では速度を落としたことによる遅延や強風による運転見合わせが発生した。また、東北・山形・秋田・上越・長野の各新幹線でも一部運休となった。
在来線でも北陸本線を運行するサンダーバード・しらさぎ、高山本線のワイドビューひだ、中央本線のしなのやあずさなど特急列車が運休したほか、運行見合わせなどが発生した。

### スポーツ
台風が本州に接近した9月30日に開催する予定だった以下のスポーツに影響が生じた。
- 中央競馬では、阪神競馬の開催が中止となり、翌10月1日に延期となった。これにより、WIN5の発売が中止となった[32]。
- コカ・コーラ東海クラシックの最終日が無観客試合で行われた[33]。
- プロ野球ではセ・リーグ公式戦・ヤクルト対巨人第24回戦（明治神宮野球場）が台風の影響を考慮して中止。試合は翌10月1日に延期した。
- Jリーグでは、ディビジョン2（J2）の湘南対熊本、松本対岐阜、徳島対京都の3試合が延期となった。このうち、徳島対京都の試合がtotoの指定試合だったが全て的中扱いとされた。
- JFLではFC琉球対カマタマーレ讃岐戦が延期となった。

### 音楽
- この台風の影響により9月30日に長居陸上競技場で開催予定だった関ジャニ∞のコンサート「KANJANI∞ LIVE TOUR!! 8EST 〜みんなの想いはどうなんだい?僕らの想いは無限大!!〜」が中止となった。尚、前日の9月29日のコンサートは無事に開催した。

### テレビ放送
- 日本放送協会(NHK)は30日の午前11時以降、随時台風関連ニュースを放送した。東北地方ではを除いて、10時半から翌0時まで全国放送の番組を休止し、台風ニュースを放送し、全国共通で0時から終夜台風関連ニュースを放送した。ただし、大河ドラマ「平清盛」については通常通り放送した。